# Municipio de Turkey Creek (Indiana)
El municipio de Turkey Creek (en inglés: Turkey Creek Township) es un municipio ubicado en el condado de Kosciusko en el estado estadounidense de Indiana. En el año 2010 tenía una población de 8428 habitantes y una densidad poblacional de 92,02 personas por km².

## Geografía
El municipio de Turkey Creek se encuentra ubicado en las coordenadas 41°23′8″N 85°43′3″O / 41.38556, -85.71750. Según la Oficina del Censo de los Estados Unidos, el municipio tiene una superficie total de 91.59 km², de la cual 74.09 km² corresponden a tierra firme y (19.1%) 17.5 km² es agua.

## Demografía
Según el censo de 2010, había 8428 personas residiendo en el municipio de Turkey Creek. La densidad de población era de 92,02 hab./km². De los 8428 habitantes, el municipio de Turkey Creek estaba compuesto por el 96.24% blancos, el 0.46% eran afroamericanos, el 0.21% eran amerindios, el 0.38% eran asiáticos, el 0.08% eran isleños del Pacífico, el 1.29% eran de otras razas y el 1.33% pertenecían a dos o más razas. Del total de la población el 4.33% eran hispanos o latinos de cualquier raza.